# Matthew Clarke (football)
Matthew Edward Barkell Clarke, né le 22 septembre 1996 à Barham, Suffolk, est un footballeur anglais qui évolue au poste de défenseur à Derby County.

## Biographie

### En club
Né à Barham, Suffolk, Clarke commence à jouer au football à Ipswich. Le 12 août 2014, il fait ses débuts professionnels pour l'équipe, lors d'un match de la Coupe de la Ligue contre Crawley Town.
Le 3 août 2015, il est prêté à Portsmouth pour six mois.
La saison suivante, il est prêté de nouveau, et le 1er juillet 2016, il rejoint Portsmouth de manière permanente.
Le 21 juin 2019, il rejoint Brighton & Hove Albion.
Il est prêté à Derby County pour les saisons 2019-2020 et 2020-21.
Le 13 juillet 2021, il est prêté pour une saison à West Bromwich Albion.

## Palmarès
Portsmouth
- Championnat d'Angleterre D4 (1) :
  - Champion : 2016-2017.
- EFL Trophy (1) :
  - Vainqueur : 2019.

### Distinctions personnelles
- Membre de l'équipe-type de D3 anglaise en 2019.